# Mazepa (Txaikovski)
Mazepa (en rus: Мазепа; transcrit: Mazepa) és una òpera en tres actes (sis escenes) de Piotr Ilitx Txaikovski sobre un llibret en rus de Victor Burenin, basat en el poema Poltava, d'Aleksandr Puixkin. Es va estrenar el 15 de febrer de 1884 al Teatre Bolxoi de Moscou.
Mazepa és un violent conte d'amor boig, segrest, persecució política, execució i assassinat per venjança. L'acció té lloc a Ucraïna a les primeries del segle xviii. Els protagonistes són les figures històriques Ivan Stepànovitx Mazepa (c. 1640 – 1709), ataman dels cosacs ucraïnesos, i Vasili Leontivitx Kotxubei (c.1640 – 1708), un molt pròsper noble i home d'estat ucraïnès.

## Història de la composició
L'òpera va ser composta entre juny de 1881 i abril de 1883. El llibret es va basar en Poltava, un poema èpic d'Aleksandr Puixkin. Puixkin va basar el seu poema en els esdeveniments històrics de la Batalla de Poltava, en la qual el tsar Pere el Gran va vèncer el rei de Suècia Carles XII. Puixkin es va prendre certa llibertat creativa per a bastir uns personatges més punyents i grans passions. Per exemple, Kotxubei (el ric cosac la filla del qual fuig amb Mazeppa) realment va aconseguir rescatar Maria del seu segrestador.
Txaikovski va esmentar al seu editor la idea de compondre una òpera sobre Poltava l'estiu de 1881. Aviat, el compositor es va obsedir amb aquesta història d'amor tràgic i traïció política. En poc temps va compondre quatre números, i va esbossar un duet basat en material del seu poema simfònic Romeo i Julieta (aquesta música esdevindria posteriorment el duet de l'Acte 2 entre Mazeppa i Maria). Víctor Burenin havia preparat el llibret per al violoncel·lista i compositor Karl Davidov, qui en va compondre quatre escenes abans d'abandonar el projecte, en ser nomenat director del Conservatori de Sant Petersburg. El llibret va quedar abandonat cinc anys, fins que Txaikovski va interessar-s'hi, obtenint el permís de Davidov per a utilitzar-lo. El llibretista Burenin s'havia ajustat molt fidelment al poema de Puixkin, incorporant fragments literals en el llibret. Tanmateix, Txaikovski no va quedar satisfet amb el treball de Burenin – no sentia "cap entusiasme especial pels personatges," i va introduir certs canvis de la seua mà, afegint-hi més material literal del poema de Puixkin. Vasili Kandaurov va proporcionar el text per a l'ària de Mazeppa en l'Acte 2, escena 2.`
Per aquella època, la reputació de Txaikovski a l'imperi Rus era tan elevada que es van programar dues estrenes gairebé simultànies de l'òpera —amb només quatre dies d'interval— a Moscou i a Sant Petersburg, en dues produccions completament diferents. L'estrena de Moscou va ser dirigida per Ippolit Al'tani i la de Sant Petersburg per Eduard Nápravník, que ja havia estrenat tres òperes anteriors de Txaikovski. A l'estrena de Sant Petersburg va assistir el Tsar, tot i que Txaikovski no va poder estar present per culpa de compromisos a l'Europa occidental.
El llibret va ser revisat una vegada i una altra, fins i tot després de les estrenes de l'òpera. Entre els canvis més importants realitzats després de l'estrena, cal destacar l'escurçament del final de l'escena d'amor i el redisseny complet del final de l'òpera. Aquestes revisions van ser incorporades a la reposició de l'òpera a Sant Petersburg, la temporada següent. La primera representació fora de l'imperi Rus sembla haver estat la de Liverpool l'any 1888.
Elegint centrar-se principalment en la història d'amor com a nucli de l'òpera, el compositor va afegir el personatge d'Andrei: un jove enamorat l'amor no correspost del qual per la bella Maria dona al tràgic destí d'aquesta un caràcter especialment commovedor. Mazeppa comparteix moltes característiques amb Eugene Onegin: ambdues se centren en una dona jove el punyent amor de la qual provoca una catastròfica espiral.

## Primeres representacions
Estrena de Moscou

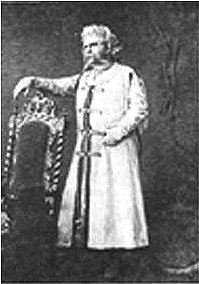
Bogomir Korsov com a Mazeppa, Teatre Bolxoi, Moscou, 1884

- Data: 15 de febrer (CJ: 3 de febrer) de 1884
- Lloc: Teatre Bolxoi
- Director d'orquestra: Ippolit Al'tani
- Director d'escena: Anton Bartsal
- Escenografia: Matvei Xixkov i Mikhaïl Boixarov
- Coreògraf: Ivanov

Estrena de Sant Petersburg
- Data: 19 de febrer (CJ: 7 de febrer) de 1884
- Lloc: Teatre Mariïnski
- Director d'orquestra: Eduard Nápravník

Intèrprets originals
| Paper    | Moscou              | Sant Petersburg      | Veu          |
| -------- | ------------------- | -------------------- | ------------ |
| Mazeppa  | Bogomir Korsov      | Ippolit Prianixnikov | baríton      |
| Kotxubei | Pavel Borisov       | Ivan Melnikov        | baríton      |
| Maria    | Emilia Pavlovskaia  | Anna Laterna         | soprano      |
| Liubov   | Alexandra Krutikova | Maria Kamenskaia     | mezzosoprano |
| Andrei   | Dmitri Usatov       | Mikhail Vasiliev     | tenor        |
| Orlik    | Otto Führer         | Fiodor Stravinski    | baix         |
| Iskra    | P. Grigoriev        |                      | tenor        |
| Cosac    | Alexander Dodonov   |                      | tenor        |

A ambdues representacions l'obra va gaudir d'una brillant producció, tot i que la veu i la capacitat dramàtica dels cantants no van estar a l'altura. Tot i això, el públic va respondre en ambdues ciutats, i la crítica, almenys a Moscou va ser positiva. El germà de Txaikovski, Modest, va amagar al compositor la negativa reacció de la crítica de Sant Petersburg; quan finalment va assabentar-se de la veritat, Txaikovski va escriure-li donant-li les gràcies: « Vas fer bé, la veritat podia haver-me matat ».

## Instrumentació
- Corda: Violins I, Violins II, Violes, Violoncels i Contrabaixos
- Fusta: Piccolo, 3 Flautes, 2 Oboès, Corn Anglès, 2 (Si bemoll i la), 2 Fagots
- Metall: 4 Trompes, 2 Trompetes, 3 Trombons, Tuba
- Percussió: Timbals, Triangle, Pandereta, Bombo, Plats, Caixa
- Altres: Arpa

## Sinopsi
Obertura: Cavalcada de Mazeppa

### Acte 1

#### Escena 1
Vil·la de Kotxubei en la ribera del Dnièper.
Un grup de noies camperoles naveguen per riu, cantant i fent garlandes de flors per a llançar-les-hi: es tracta d'un joc d'endevinació mitjançant el qual sabran qui serà el seu marit. Arriba Maria i les noies li preguen que romanga amb elles, però a casa de Maria hi ha visita: l'atamà Mazeppa, i per això no pot quedar-s'hi. Quan les noies se'n van, Maria revela que aquests jocs de fortuna ja no tenen cap atractiu per a ella, perquè està enamorada de Mazeppa. El seu amic de la infància, Andrei, la sent, i tracta de consolar-la, però quan ella li dona les gràcies per la seua tendra amistat, aquest li revela que sempre l'ha estimada. Maria desitjaria que tot fos diferent, i que ella, al seu torn poguera estimar-lo – però el destí no ho ha permès així. Andrei cau en la desesperació. Arroben el pare i la mare de Maria, Vasili i Liubov Kotxubei, en companyia del seu invitat, i ordenen que es danse i es cante per a l'entreteniment de Mazeppa, incloent-hi el famós Hopak.
Després, Mazeppa s'endú a part a Kotxubei i li demana la mà de Maria. Kotxubei, al principi, creu que Mazeppa està bromejant – després de tot, Mazeppa és massa vell. Mazeppa manifesta que les passions d'un vell cor, fa temps ardent, no són com les d'un cor jove que esclata en foc i aviat s'apaga, sinó que per sempre hi queda el caliu. Tanmateix, Kotxubei respon que, a més, Mazeppa és el padrí de Maria, el que segons l'Església Ortodoxa Russa és considerat gairebé un parentiu de sang. Mazeppa replica que ell fàcilment pot demanar una exempció a l'Església. Kotxubei ordena a Mazeppa que se'n vaja, i aquest respon que ell ja havia demanat la mà de Maria; a ella directament, i que aquesta l'havia acceptat amb una lleugera insinuació. Kotxubei, encara hi refusa, i Mazeppa crida a la seua guàrdia demanant submissió a Kotxubei. Els presents condemnen els desitjos immorals de Mazzepa i s'alcen en contra seua, però quan la baralla està a punt d'esclatar, Maria s'interposa entre els dos bàndols. En sortir, Mazeppa demana a Maria que decidisca si vol romandre a la casa paterna i no tornar a veure'l o si vol anar amb ell. Davant l'estupefacció i aflicció generals, Maria decideix anar amb ell.

#### Escena 2
Una habitació de la mansió de Kotxubei.
Liubov es lamenta de la pèrdua de Maria i les dames de la casa tracten de consolar-la, sense aconseguir-ho. Liubov les fa fora i intenta provocar al seu marit, perquè aconseguisca alçar els cosacs en contra de Mazeppa – però ell té un pla millor: quan ambdós eren encara amics, Mazeppa va traçar un pla per a aliar-se amb Suècia i lluitar per la llibertat d'Ucraïna contra el tsar Pere el Gran. Iskra, amic de Kotxubei, li fa costat, però necessiten un missatger per a trametre l'acusació. Andrei, que sent que la seua vida no té sentit després d'haver perdut a Maria, accedeix a portar-la. Tothom maldiu Mazeppa i somnia amb la seua execució.

### Acte 2

#### Escena 1
Una masmorra en el castell de Mazeppa, de nit.
El pla no ha funcionat bé. Pere el Gran ha fet costat a Mazeppa, i li ha lliurat Kotxubei, posant en mans d'un súbdit traïdor a un súbdit lleial. Sota tortura, Kotxubei ha fet una falsa confessió. Ara, Kotxubei està posant en ordre la seua ànima davant Déu, i creu sentir els monjos que s'acosten a escoltar la seua darrera confessió – però en el seu lloc, arriba Orlik, esbirro i torturador al servei de Mazeppa. Kotxubei pregunta què més pot fer ell – ha admès tots els càrrecs que se li imputaven. Però encara no ha revelat el lloc on es troben amagats els seus tresors. Kotxubei demana que envien Maria perquè els ho mostre tot i que el deixen resar abans de l'execució; ja ha perdut tots els tresors: el seu honor amb una falsa confessió extreta mitjançant la tortura, l'honor de Maria a mans de Mazeppa i ara només espera la venjança de Déu després de la seua mort. Tot això no és prou per a Orlik — la tortura torna a començar.

#### Escena 2
Una terrassa del castell de Mazeppa. La mateixa nit.
Mazeppa pondera el terrible colp que haurà de rebre Maria quan s'assabente el que li ha fet a son pare — Ha de ser dur si vol consolidar el seu poder, però Maria...
Arriba Orlik. Kotxubei encara no ha revelat res dels seus tresors. L'execució està disposada per al capvespre, i Orlik és enviat a fer-ne els preparatius. Mazeppa pensa en Maria i en la nit.
Arriba Maria i flirteja amb ell, però els seus pensament esdevenen més foscos – per què passa ell darrerament tant de temps allunyat d'ella? Per què va brindar l'altra nit per Poltava? Qui és ella? Ella ho va donar tot per ell – si ara ell la rebutja... Mazeppa tracta de calmar-la, sense èxit al principi, però finalment ho aconsegueix. Li revela el seu pla de guanyar la independència d'Ucraïna, fent-se nomenar ell mateix rei i a Maria reina. Maria creu que la corona li sentarà molt bé al seu estimat. Llavors ell comença a posar-la a prova a propòsit de son pare – a qui estima més – al seu marit o a la seua família? Finalment Maria manifesta que ho donaria tot – en realitat ja ho ha fet – per ell. Mazeppa se'n va, tranquil.
Arriba Liubov i li prega a Maria que intercedisca davant de Mazeppa per a salvar Kotxubei – només ella pot salvar-lo. A Maria, que no en sap res, li costa un cert temps figurar-se què és el que pot haver passat, quan se n'adona es mostra horroritzada i defalleix, incapaç de suportar-ho. Liubov intenta despertar-la - la comitiva per a l'execució ja està en marxa. Les dues corren per a intentar convèncer Mazeppa que perdone la vida a Kotxubei.

#### Escena 3
En les muralles de la ciutat.
Els pobres de la ciutat s'han congregat per a l'execució, però els seus macabres laments per Kotxubei i insults a Mazeppa són interromputs per un cosac borratxo que canta una petita i alegra cançó. Arriben Mazeppa i Orlik, Kotxubei i Iskra són conduïts com a presoners, i clamen a Déu que els perdone. Són arrossegats al partíbul – envoltats per la gentada – Les destrals estan preparades. Maria i Liubov arriben – just per a veure com cauen les destrals. Liubov rebujta a Maria, qui esclata en plors amb els darrers acords del macabre cor. Teló.

### Acte 3
Interludi orquestral: la batalla de Poltava: Victòria de Pere el Gran sobre Mazeppa i Carles XII de Suècia

#### Escena 1
Les runes de la vil·la de Kotxubei, prop del camp de batalla.
Andrei ha lluitat en la Batalla de Poltava, però li ha estat impossible trobar a Mazeppa. Vagareja pels voltants de la vil·la de Kotxubei, recordant els feliços temps passats. S'acosten un genets, i ell s'amaga.
Mazeppa i Orlik fugen de la batalla. Mazeppa lamenta que en un temps ho va tenir tot al seu abast, però ara, en un sol dia ho ha perdut tot. Ordena a Orlik a preparar el campament. Andrei sorgeix del seu amagatall i repta a Mazeppa amb la seua espasa. Mazeppa l'avisa que està armat. Andrei l'ataca espasa en mà... i Mazeppa li dispara un tret.
Arriba Maria, completament boja. No reconeix Mazeppa, i està convençuda que el destí de son pare no ha estat més que una broma que li ha jugat sa mare. Però veu sang pertot. Mazeppa intenta calmar-la – ella comença a apaivagar-se, i es dirigeix a ell balbucejant, però en veure el seu rostre tacat de sang, el rebutja: l'ha confós amb algú, però la persona que ella coneixia tenia la pell blanca i aquest està cobert amb sang. Torna Orlik i avisa al seu amo que s'acosten tropes enemigues – Mazeppa vol endur-se a Maria, però Orlik l'avisa que això només farà que la fugida siga més lenta. Li pregunta a Mazeppa què s'estima més: una dona boja o la seua pròpia vida, i Mazeppa, renuent, deixa enrere Maria.
Maria troba Andrei cobert de sang – crida amb desesperació que tot està ple de sang, i recorda "somnis" d'una execució. Andrei es belluga, moribund, i Maria el confon amb un petit infant. Ell li demana que el mire, així podrà veure el seu rostre abans de morir – però ella està en el seu propi món, i es posa a cantar una cançó de bressol per a ell, sense adonar-se de qui és. Poc després, ell mor mentre s'acomiada de la seua estimada. Maria continua gronxant el cadàver, cantant la cançó de bressol i amb la mirada perduda en la distància.

## Estructura
- Introducció
- Acte 1

- Escena 1

No.1 Cor de noies i escena: Я завью венок мой душистый (Ya zav'yu venok moy dushistiy)
No.2 Escena, Arioso de Maria i duet: Вам любы песни, милые подружки (Vam lyuby pesni, miliye podruzhki)
No.3 Escena: Ну, чествуешь, Василий, ты меня" (Nu, Cestvuyes', Vasiliy, ti menya)
No.4 Cor i dansa: Нету, нету тут мосточка, нету переходу (Netu, netu tut mostocka, netu perekhodu)
No.4a Hopak
No.5 Escena i arioso de Mazeppa: Вот хорошо, люблю... (Vot khoroso, lyublyu…)
No.6 Escena de la baralla: Мазепа, ты меня смущаешь речью (Mazeppa, ty menya smushchayesh' rech'yu)
- Escena 2

No.7 Cor i lament de la mare: Не гроза небеса кроет тучею (Ne groza nebesa kroyet tucheyu)
No.8 Finale: Очнись от горя, Кочубей! (Ochnis' ot gorya, Kochubey!)
- Acte 2

- Escena 1

No.9 Escena de la masmorra: Так вот награда за донос (Tak Vot Nagrada Za Donos)
- Escena 2

No.10 Monòleg de Mazeppa i escena amb Orlik: Тиха украинская ночь (Tikha ukraynskaya noch)
No.10a Arioso de Mazeppa: О Мария, Мария! (O, Mariya, Mariya!)
No.11 Escena de Mazeppa i Maria: Мой милый друг! (Moy Miliy Drug!)
No.12 Escena entre Maria i sa mare: Как блещут звёзды в небе (Kak blescut zvyozdi v Nebe)
- Escena 3

No.13 Escena de la gentada i el cosac borratxo: Скоро ли? Везут аль нет?... Молодушка, молода (Skoro Li? Vezut al' net? ... Molodushka, moloda)
No.14 Finale: Ой, гой, чумандра, чумандриха молода! (Oy, goy, chumandra, chumandrikha Moloda!)
- Acte 3

No.15 Entreacte: La Batalla de Poltava
- Escena 1

No.16 Escena i ària d'Andrei: В бою кровавом, на поле чести (V boyu krovavom, na pole chesti)
No.17 Escena i duet: Невдалеке я слышу топот (Nevdaleke ya slishu topot…)
No.18 Escena de la bogeria: Несчастный! видит Бог, я не хотел твоей погибели (Nescastniy! Vidit Bog, ya ne khotel tvoey pogibeli)
No.19 Finale: Ушёл старик, как сердце бьётся (Ushol starik, kak serdtse byotsya)

## Discografia
Àudio
- Txaikovski: Mazeppa / Nebolssin, Ivanov, Petrov, etc.

Data de publicació: 01/28/2003
Sgell: Preiser Records 90522
Intèrprets: Ivan Petrov (Baix), N. Pokrovskaya (Soprano), Vsèvolod Tyutyunik (Baix), Feodor Godovkin (Tenor), V. Davidova (Mezzosoprano), G. Bolxakov (Tenor), T. Chermiakov (Tenor), Alexei Ivanov (Baríton)
Conductor: Vassily Nebolssin
Orquestra i cor del Teatre Bolxoi
2 Discs, Mono
- Txaikovski: Mazeppa - Putilin, Alexashkin, Diadkova; Kirov Opera & Orchestra; Valery Gergiev, director

Segell: Philips 4622062,
3 CD
(també en DVD)
- Txaikovski: Mazeppa, opera 2:46:41

Dirigida per Neeme Järvi
Intèrprets: Bo Wannerfors, Cor de l'Òpera Reial d'Estocolm, Orquestra Simfònica de Gothenburg, Thord Svedlund, Larissa Diadkova, Galina Gorchakova, Anatolij Kotscherga, Sergei Larin, Sergei Leiferkus, Richard Margison, Monte Pederson i Heinz Zednik
Data de publicació: 2006
Deutsche Grammophon 000617102
Vídeo
- Russian Opera at the Bolshoi: The Vintage Years

Fragments de Sadko (Rimski-Kórsakov), Una vida pel tsar i Ruslan i Ludmila (Glinka), Russalka (Dargomijski), Borís Godunov i Khovanxina (Mússorgski), Txerevitxki, Eugene Onegin, La dama de piques i Mazeppa (Txaikovski), més Vocalise de Prokófiev.
Intèrprets: Fyodor Chaliapin, Mark Reizen, Ivan Petrov, Maxim Mikhailov, Aleksei Krivchenia, Alexander Ognivtsev, Elena Obraztsova, Grigorii Bolshakov, Pavel Lisitsian, Sergei Lemeshev, Ivan Kozlovsky, Panteleimon Nortzov, Galina Vishnevskaya.
Segell: Warner Music Vision 50467-4772-3 [110'00]